# アメリカ宇宙軍
アメリカ合衆国宇宙軍（アメリカがっしゅうこくうちゅうぐん、英語: United States Space Force、USSF）は、宇宙空間を担任範囲とするアメリカ合衆国の軍隊である。アメリカ軍の6つの軍種の1つであり、アメリカ合衆国に8個ある武官組織の1つ。2019年12月20日に発足した。

## 概要
2019年12月20日に2020年度国防権限法及び宇宙軍法の成立によってアメリカ軍の6番目の軍種としてアメリカ合衆国宇宙軍が創設された。これに伴い、一部の空軍基地は宇宙軍基地に改称される。
宇宙軍は国防総省内の空軍省の管轄になる。そのため宇宙軍の軍政は空軍長官が司る。空軍長官は大統領が指名し、上院の承認を得て大統領が任命する。宇宙軍は人員数の観点からアメリカ軍内では最小規模の軍種となっている。
宇宙軍の最高責任者は宇宙軍作戦部長 (Chief of Space Operations, 略称：CSO) である。宇宙軍作戦部長は統合参謀本部議長または統合参謀本部副議長を宇宙軍士官が務めていない限り、宇宙軍において最高位の軍人（制服組）である。宇宙軍作戦部長は、宇宙軍の部隊を監督するとともに、統合参謀本部 (JCS) のメンバーでもある。初代の宇宙軍作戦部長には、アメリカ宇宙コマンド司令官（2019年8月29日任命）兼任で、2019年12月20日にジョン・ウィリアム・レイモンド大将が任命された。
通常は宇宙軍の作戦部隊は軍令上は統合軍の作戦指揮下にあり、その大部分はアメリカ宇宙コマンドに組み込まれている。
アメリカ軍では陸軍兵はsoldier（ソルジャー）、海軍兵はsailor（セーラー）、空軍兵はairman（エアマン）、海兵隊員はmarine（マリーン）と呼称されているが、宇宙軍兵には複数の候補名からguardian（ガーディアン）が選ばれた。
当初発表した宇宙軍のロゴがスタートレックに登場する宇宙艦隊のロゴに類似していると指摘があり、後に修正された（宇宙艦隊章は、ロケットをモチーフにした三角形の中央に、星型の穴が開いている）。

## 任務
宇宙軍の想定任務は国内法及び国際法に則り、アメリカ合衆国の権益保護及び平和的利用を確保することにある。アメリカ及びその同盟国の宇宙空間における安全保障及び経済活動の確保・宇宙空間における敵対勢力からの保護・統合軍への宇宙関連能力の提供・宇宙空間経由の戦力投射及び関連人材の育成に当たる。
その為宇宙軍は宇宙空間における軍事関連の資器材の運用を始め、教義の策定・人員の確保・関連する教育と訓練・独立した軍事的リーダーシップの確立・それらを通じて統合軍の能力強化に当たる。
宇宙軍を設置した2020年度国防権限法及び宇宙軍法によると、宇宙軍の任務は次のように定められている。
- アメリカ合衆国による宇宙へのアクセスの自由の防衛。
- 迅速かつ持続的な宇宙運用技術の提供。

そして宇宙軍にはその任務を達成するために、次の通りの義務が課せられる。
- 宇宙におけるアメリカ合衆国の利益の防衛。
- 宇宙に対する攻撃及び宇宙からの攻撃の抑止。
- 宇宙運用の実施。

### ドクトリン
宇宙軍は2020年8月10日に最初のドクトリン文書「スペースパワー」を発行した。それによると宇宙軍の基礎的な任務及び責任は次のように記載されている。
1. 行動の自由を守る。
2. 宇宙運用における致死率の低下と有効性の増大を実現する。
3. 独立した作戦を展開する。

この3つの他にも宇宙安全保障・宇宙における戦闘の予測・地球と宇宙の往復や物流の確保・情報共有・宇宙領域の観測の5つを宇宙軍の中心的なドクトリンとして説明している。

## 名称及び統合軍との差異
宇宙を担任範囲とする軍隊は宇宙軍と呼ばれるが、アメリカ軍には宇宙軍と訳される部隊として、軍種・軍政組織としてのアメリカ宇宙軍（United States Space Force, USSF）と、統合軍・軍令組織であるアメリカ宇宙コマンド (United States Space Command, USSPACECOM）の2つが存在する。なお統合軍もかつてはアメリカ宇宙軍と訳されていたが、混同を避けるためにアメリカ宇宙コマンドという訳語が採用されるようになった。
|                | 軍種                             | 統合軍                                   |
| -------------- | -------------------------------- | ---------------------------------------- |
| 英語名         | United States Space Force (USSF) | United States Space Command (USSPACECOM) |
| 組織の分類     | 行政関係・軍政組織               | 作戦関係・軍令組織                       |
| 他軍種との関係 | 各軍と同格                       | 各軍の統合部隊                           |

## 新軍種設立の利点
民間シンクタンク・戦略国際問題研究所は宇宙軍の設立時の利点について、宇宙空間における軍事利用上、大きく3つの組織関連の問題を取り上げ、宇宙軍の設置はこれらの諸問題の解決に有用との報告をしている。

### 宇宙関連資器材取得分担の細分化に対する担当問題
アメリカ合衆国の宇宙関連資器材取得に関する担当部署は、アメリカ国防総省やインテリジェンス・コミュニティーなど約60の省部に細分化されている。軍関係では宇宙関連予算の8割が空軍に割り当てられているが、人員や衛星等の資器材も含めて、陸軍及び海軍にも割り振りがある。さらに、アメリカ国家偵察局にも宇宙関連の機密予算が割り振られており、他のインテリジェンス・コミュニティーも含め、空軍と競合関係にある。このように、宇宙に関連する部署が単一でなく、リーダーシップが得られていない状況のため、担当部署も多岐に渡ったままであり、予算が競合している状況を生み、意思決定の遅延や予算の非効率化、作業の長期化をもたらしている。

### 宇宙空間利用関連の人材育成の問題
宇宙空間利用関連の人材は、アメリカ軍およびインテリジェンス・コミュニティーに散在している。そのほとんどの組織では、宇宙関連担当部署の人員は少なく、該当部署のみでは充分なキャリアを得られず、数年ごとの他部署への異動が避けられない。これは専門家育成にとって不利な要素である。既存の軍においては、対象領域に焦点を合わせて人員を集め、教義や戦略、政策を取りまとめてきた。宇宙分野に関しては、統一組織がないため、対象領域に関する対応が不明確となってしまっている。

### 既存の軍種における宇宙空間への関心の問題
既存のアメリカ4軍はそれぞれの軍の担当範囲における作戦への関心が最優先であり、宇宙空間は二義的な支援機能と捉えている。相対的に関心度が低いことは宇宙空間に関する人材の育成を妨げてきた。例えば空軍は宇宙システムを通して他の軍種を支援することに対し、他からの予算割り当てが無いことを問題としてきた。しかし他軍種を支援する宇宙以外の分野において、他からの予算割り当てが無いことを特に問題としていない。このように既存の4軍は宇宙分野と従来の担当分野が競合した場合は従来の分野を優先してきた。例えば2010年度から2014年度にかけて、空軍における航空機関連と宇宙分野の予算は両方とも3分の1程度削減されていた。しかし、その後予算が増加に転じると航空機関連は約50パーセント増加したが、宇宙関連は逆に約17パーセントの削減となっていた。

## 組織
空軍省管轄の組織として設立された。長期的には宇宙軍省（Department of the Space Force）として分離されることも検討事項となっている。既存の宇宙関連部隊は宇宙軍に統合させるが、国家偵察局・航空宇宙局・海洋大気庁の他にその他の非軍事組織は統合の対象外となる。空軍省との関係はアメリカ海兵隊と海軍省の関係がモデルとなっている。
組織管理・軍政面では、文民統制のもと空軍長官が率いる空軍省の監督下にあり、組織・教育・資器材について責任を有する。また、空軍長官の下に空軍次官と同格の宇宙次官（Under Secretary for Space）を設ける。なお、既存の空軍の資産を用いる場合もあるが、宇宙軍の中枢機能や資産は独立したものとなる。軍事的な宇宙関連活動は他軍種より移管され、予算も別個となる。国防総省内における軍民の宇宙担当者の集中管理も行い、そのキャリア形成を確立させる。
軍のトップである宇宙軍作戦部長（Chief of Space Operations, 略称：CSO）は大将とし、空軍長官に直属する。同時に国家安全保障会議に次ぐ安全保障問題審議機関である統合参謀本部のメンバーであり、大統領に対して軍事顧問として助言を行う。ただしその権限は大統領に対する助言に留まり、宇宙軍に対して直接的な作戦指揮権を有していない。
空軍長官及び宇宙軍作戦部長は、宇宙軍がアメリカ宇宙コマンド司令官の下で円滑な作戦行動ができるように宇宙軍の編制・採用・訓練・装備を適正な状態にすることを担当している。

### 組織図
宇宙軍作戦本部（Office of the Chief of Space Operations, OCSO）、国防総省（バージニア州アーリントン郡)
- 宇宙作戦軍団（Space Operations Command, SpOC）、ヴァンデンバーグ宇宙軍基地（カリフォルニア州）
  - 第2宇宙部隊（Space Delta 2、宇宙領域の観測を担当）、ピーターソン宇宙軍基地（コロラド州）
  - 第3宇宙部隊（Space Delta 3、宇宙における電子戦を担当）、ピーターソン宇宙軍基地（コロラド州）
  - 第4宇宙部隊（Space Delta 4、ミサイル攻撃に対する警戒を担当）、バックリー宇宙軍基地（英語版）（コロラド州）
  - 第5宇宙部隊（Space Delta 5、宇宙軍の指揮・統制を担当）、ヴァンデンバーグ宇宙軍基地（カリフォルニア州）
  - 第6宇宙部隊（Space Delta 6、サイバー空間を担当）、シュリーバー宇宙軍基地（英語版）（カリフォルニア州）
  - 第7宇宙部隊（Space Delta 7、諜報・監視・偵察を担当）、ピーターソン宇宙軍基地（コロラド州）
  - 第8宇宙部隊（Space Delta 8、衛星通信・位置情報戦を担当）、シュリーバー宇宙軍基地（カリフォルニア州）
  - 第9宇宙部隊（Space Delta 9、軌道上における戦いを担当）、シュリーバー宇宙軍基地（カリフォルニア州）
  - 第30宇宙団（30th Space Wing, 30 SW）、ヴァンデンバーグ宇宙軍基地（カリフォルニア州）
  - 第45宇宙団（45th Space Wing, 45 SW）、パトリック宇宙軍基地（英語版）（フロリダ州）
- 宇宙ミサイルシステムセンター（Space and Missile Systems Center, SMC）、ロサンゼルス空軍基地（英語版）（カリフォルニア州）
- 第61基地グループ（61st Air Base Group, 61 ABG）、ロサンゼルス空軍基地（カリフォルニア州）
- 宇宙訓練・即応部隊（Space Training and Readiness Delta Provisional, STAR Delta）、ピーターソン宇宙軍基地（コロラド州）

その他の基地部隊
- ピーターソン・シュリーバー基地部隊、ピーターソン宇宙軍基地（コロラド州）
- バックリー基地部隊、バックリー基地（コロラド州）

この他、アメリカ本土以外にもアラスカ、ハワイ、グアムに複数の宇宙軍部隊を展開している。

### 国防総省内における宇宙軍の位置付け
国防総省資料参考。
| 国防総省        |              |                |              |                  |
| 国防長官/副長官 |              |                |              |                  |
| 陸軍省          | 海軍省       | 海軍省         | 空軍省       | 空軍省           |
| 陸軍長官        | 海軍長官     | 海軍長官       | 空軍長官     | 空軍長官         |
| 陸軍次官        | 海軍次官     | 海軍次官       | 空軍次官     | 宇宙次官（予定） |
| 陸軍参謀総長    | 海軍作戦部長 | 海兵隊総司令官 | 空軍参謀総長 | 宇宙軍作戦部長   |
| 陸軍            | 海軍         | 海兵隊         | 空軍         | 宇宙軍           |

### 他組織との関連
他軍種との関連
宇宙軍は、陸・海・空・海兵・沿岸警備隊に対する宇宙関連分野における支援能力確保のため、教義の確立、訓練の実施等を行う。
統合軍
宇宙軍は、他軍種と同様に統合軍に対して、訓練・組織化された人員・部隊を提供する。また、宇宙関連能力や教義も統合軍の作戦計画の中に統合される。
宇宙開発庁 (Space Development Agency)
宇宙関連の資器材調達の統合機関として、宇宙開発庁が検討されているが、将来的には宇宙軍傘下にすることが考えられる。
インテリジェンス・コミュニティー
宇宙軍はインテリジェンス・コミュニティーと協力し、軍及びインテリジェンス・コミュニティーの宇宙空間を通じた情報収集任務に必要な能力・人員・組織を確保・構築する。特にNROとは円滑な協力体制の確保に努める。

## 海外駐留
この他、アメリカ本土以外にもグリーンランド、イギリス、アセンション島、ディエゴガルシアに駐留している。

## 設立・移行計画
2019年時点の構想では、2020年度から2024年度にかけて、宇宙軍を設立・移行させるとしている。国防長官は、既存の各軍との協力のもと、必要な部隊を宇宙軍に移行させるとしている。軍種の創設には、議会による合衆国法典（特に軍に関する合衆国法典第10編）の改正が必要となる。
2020年度
議会によって、宇宙軍の設置法案が承認されたならば、国防総省は、組織構築のため、まず宇宙軍本部組織を設置し、そこに部隊を組み入れて編成していく。初期の本部人員は、政策、計画、人事管理、財政等の専門職の軍民合わせて約200名で構成される。その後、宇宙軍作戦部長（原案：宇宙軍参謀総長 Chief of Staff of the Space Force, CSSF）及び宇宙次官(Under Secretary for Space)が指名される。
2021-2022年度
他軍種からの移行による宇宙軍の主要部隊の編成は、2021-2022年度に行う。これには、運用・調達・教育・訓練関連や宇宙特有の部隊等が含まれる。
2023-2024年度
部隊の移行等は2024年度までに完了させる構想となっており、その後は宇宙軍独自での新たな組織編制を行い、それに伴う支援能力や情報収集能力、教育・訓練能力の向上が期待されている。

## 階級

### 沿革
宇宙軍の創設は、1947年に空軍が創設されて以来の新たな軍種の創設となった。これにより宇宙軍が、どのような階級と階級章を採用するのか関心が高まった。宇宙軍は、2020年2月に軍の宇宙専門家に対し、どのような階級を導入するのが相応しいか意見を求めたことを発表した。
2020年には、アメリカ空軍士官学校の卒業生86人が宇宙軍に少尉として入隊し、最初の新任士官となった。次いで、7月28日には空軍の4人の少将が宇宙軍に異動し、同時に宇宙軍中将に昇進した。さらに8月6日には、多数の空軍佐官が宇宙軍に異動した。そして9月1日には、空軍に所属する2410人の航空兵（Airman）が宇宙軍に異動し、空軍航空兵の階級のまま宇宙軍の専属兵となった。
宇宙軍は2020年8月下旬には新たな階級と階級章を発表する予定だったが、一時的に延期することを決定した。これは、下院に提出する2021年国防権限法の修正案に新たな宇宙軍の階級を含めるためであった。この際、新たな宇宙軍の階級は、アメリカ海軍の階級と階級章を採用することが盛り込まれた。そのため、宇宙軍は2021年国防権限法が可決・成立し、恒久的な階級制度が定まるまでは、空軍の階級制度を暫定的に使用することにした。したがって、これまでに宇宙軍に配属となった兵士は、全て空軍時代の階級と階級章を引き続き使用している。
2020年11月16日に上院は2021年国防権限法を可決したが、宇宙軍に海軍の階級制度を採用することにした条項を削除する修正案を添付し、下院に送り返した。下院は、上院の修正案に全会一致で反対した。下院は、11月18日に2021年国防権限法の成立を目指すため下院軍事委員会での再審議に付した。
その後、発表された2021年国防権限法の最終案では宇宙軍が海軍の階級と階級章を採用することは盛り込まれなかった。2021年2月1日に採用された新しい階級名では、E-1からE-4までをスペシャリスト（Specialist）とした。これは1985年に陸軍が複数のスペシャリスト（Specialist）の階級を廃止してから以来のこととなる。またE-5の軍曹の階級は、空軍の三等軍曹(Staff Sergeant)に相当するものである。同時に、宇宙軍は、正式な階級章が設定されるまで空軍の階級章を引き続き使用することも発表された。
2021年9月20日、ロジャー・タウバーマン宇宙軍最先任上級曹長は、正式に宇宙軍の階級章を発表した。

### 士官
| 給与等級          | O-10           | O-9                       | O-8                  | O-7                      | O-6            | O-5                       | O-4          | O-3            | O-2                     | O-1                      | Officer candidate                      |
| NATO階級符号      | OF-9           | OF-8                      | OF-7                 | OF-6                     | OF-5           | OF-4                      | OF-3         | OF-2           | OF-1                    | OF-1                     | OF(D)                                  |
| ----------------- | -------------- | ------------------------- | -------------------- | ------------------------ | -------------- | ------------------------- | ------------ | -------------- | ----------------------- | ------------------------ | -------------------------------------- |
| 階級章            |                |                           |                      |                          |                |                           |              |                |                         |                          |                                        |
| 勤務服用(Class A) |                |                           |                      |                          |                |                           |              |                |                         |                          |                                        |
| 勤務服用(Class B) |                |                           |                      |                          |                |                           |              |                |                         |                          |                                        |
| 礼装              |                |                           |                      |                          |                |                           |              |                |                         |                          |                                        |
| 迷彩服            |                |                           |                      |                          |                |                           |              |                |                         |                          |                                        |
| 階級名称          | General (大将) | Lieutenant general (中将) | Major general (少将) | Brigadier general (准将) | Colonel (大佐) | Lieutenant colonel (中佐) | Major (少佐) | Captain (大尉) | First lieutenant (中尉) | Second lieutenant (少尉) | Cadet / Officer candidate (士官候補生) |
| 略称              | Gen            | Lt Gen                    | Maj Gen              | Brig Gen                 | Col            | Lt Col                    | Maj          | Capt           | 1st Lt                  | 2d Lt                    | Cdt / OT                               |

### 下士官・兵
| 給与等級    | E-9                                                              | E-9                                                           | E-9                                | E-8                               | E-7                    | E-6                           | E-5             | E-4                       | E-3                       | E-2                       | E-1                       |
| ATO階級符号 | OR-9                                                             | OR-9                                                          | OR-9                               | OR-8                              | OR-7                   | OR-6                          | OR-5            | OR-4                      | OR-3                      | OR-2                      | OR-1                      |
| ----------- | ---------------------------------------------------------------- | ------------------------------------------------------------- | ---------------------------------- | --------------------------------- | ---------------------- | ----------------------------- | --------------- | ------------------------- | ------------------------- | ------------------------- | ------------------------- |
| 階級章      | Insignia pending                                                 |                                                               |                                    |                                   |                        |                               |                 |                           |                           |                           |                           |
| 階級名称    | Senior Enlisted Advisor to the Chairman 統合参謀本部最先任下士官 | Chief Master Sergeant of the Space Force 宇宙軍最先任上級曹長 | Chief master sergeant (最上級曹長) | Senior master sergeant (上級曹長) | Master sergeant (曹長) | Technical sergeant (技能軍曹) | Sergeant (軍曹) | Specialist 4 (四等特技兵) | Specialist 3 (三等特技兵) | Specialist 2 (二等特技兵) | Specialist 1 (一等特技兵) |
| 略称        | SEAC                                                             | CMSSF                                                         | CMSgt                              | SMSgt                             | MSgt                   | TSgt                          | Sgt             | Spc4                      | Spc3                      | Spc2                      | Spc1                      |

## 制服

### 概要

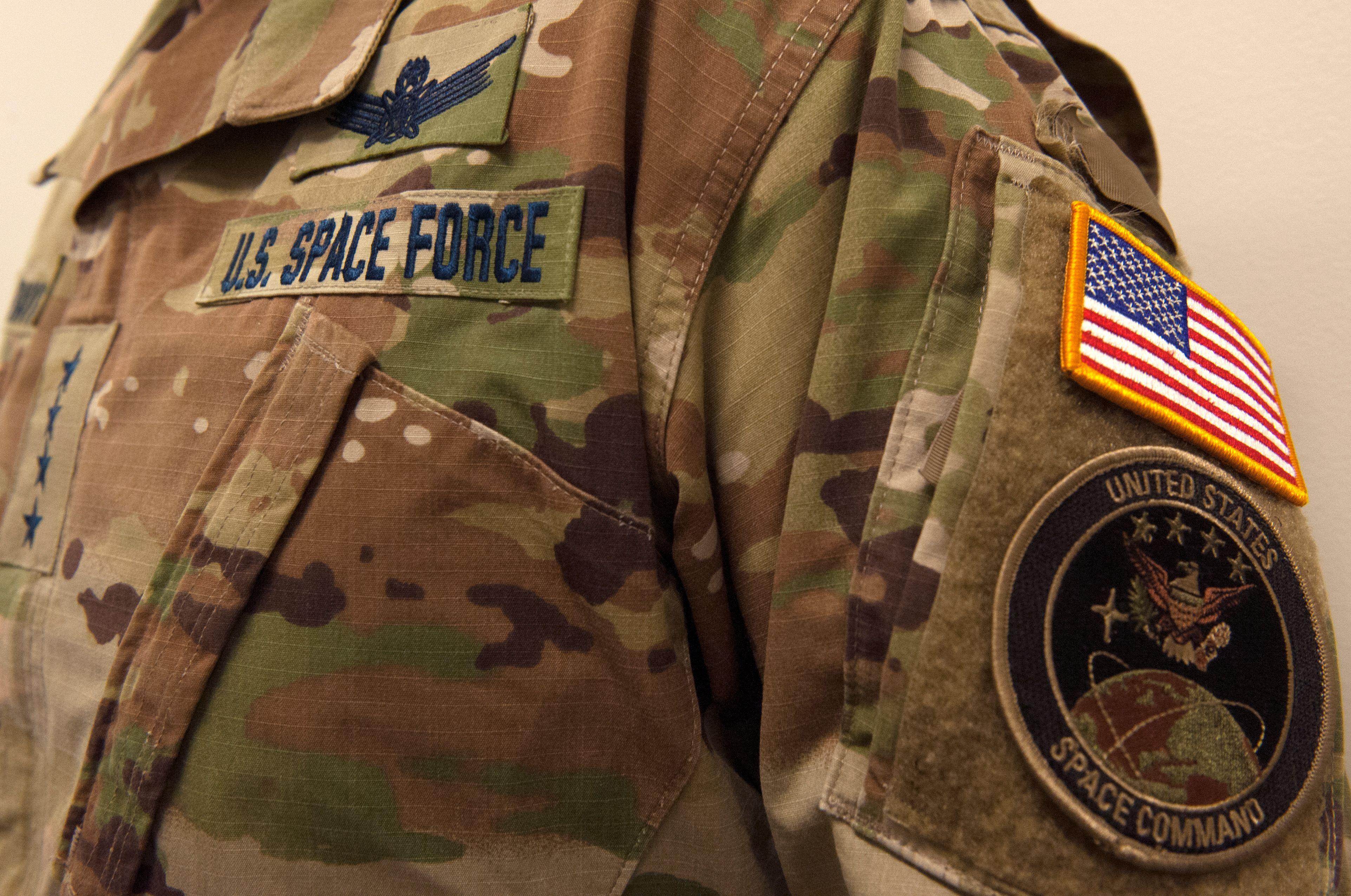
公表された宇宙軍の標準的な戦闘服

予定されるサービスドレスはボタンが斜めに配置されるなど、空軍とは異なるデザインとなっている。
戦闘服については、陸軍と空軍が戦闘服として使用しているOCP迷彩を用いたものとなっている。

### 沿革
2019年12月20日に独立した軍種となって以来、宇宙軍の兵士は、空軍の制服を使用している。初代の宇宙軍作戦部長ジョン・W・レイモンド大将は、独自の制服を採用すると述べており、初代の宇宙軍最先任上級曹長であるロジャー・A・タウンバーマン宇宙軍最先任上級曹長は、2020年9月に発表された2種類の独自の制服については、2020年から2021年にかけて120人の兵士によって実施される試験を通過後に正式採用されると述べた。

## 勲章及び徽章
宇宙軍では、階級や役割を示すための様々な徽章を制定し、制服に着用することになる。現在、宇宙軍で使用されている徽章は宇宙軍作戦本部徽章（United States Space Command identification badge）と宇宙作戦司令部徽章（Command Space Operations badge）の2つである。

## 構想の経緯

### 前史
アメリカ軍が宇宙関連組織の統合化を始めたのは、1980年代からである。1982年9月1日に空軍に宇宙軍団（Air Force Space Command）が設置され、戦略防衛構想と絡めて、統合軍であるアメリカ宇宙コマンド (USSPACECOM) が1985年に編成された。
2001年のアメリカ同時多発テロ事件を受けた2002年の統合軍再編により、USSPACECOMは、アメリカ戦略軍に統合されている。

### 2001年宇宙委員会
2001年1月に、議会の要請を受けて、ドナルド・ラムズフェルドを長とし、軍・宇宙・情報関係者からなる委員会は、アメリカの政府宇宙資産の組織化について報告を行っている。
宇宙資産および陸・海・空の部隊を防護するために、宇宙兵器開発及び教義や作戦内容の発展を伴う変革がアメリカ軍に求められているとし、宇宙関連の情報収集能力の強化や国内法・国際法の整備、軍民の専門家の育成も必要とされた。委員会は人員・予算等の問題により新省庁の設置には否定的であったが、空軍内にかつての陸軍航空隊と同様の関係の宇宙隊 (Space Corps) を設けること、また、法改正により空軍に航空と宇宙両方の分野を管轄することを明確化することを提案した。

### 2017年の提案
2017年には、空軍から宇宙部門を分割して宇宙隊 (Space Corps) を設置し、その長は統合参謀本部のメンバーとすることが議会に提案された。この提案は、空軍が航空分野を優先し、宇宙分野を二義的なものにしているという懸念から生じており、空軍からの分割により宇宙空間利用の促進につながるとされた。
議員は、前年に空軍大佐から准将に昇進した37名のうち宇宙専門家は一人もいなかったこと及び教育カリキュラムでも宇宙関連が少ないことを引き合いに出し、宇宙専門組織の創設が宇宙専門家のキャリア形成に有効と主張した。
この提案を含む2018年国防権限法は、下院では可決したが、上院では削除修正され、両院の調整により、最終的に削除された。ただし、空軍宇宙軍団司令官の任期は6年に延長され、空軍内の宇宙関連活動に関する責任範囲が強化された。また、国防総省は、宇宙関連部隊の組織化について調査を要求された。

### 2018年以降の動き
ドナルド・トランプ大統領は、2018年3月に新軍種としての宇宙軍 (Space Force) の設立構想を表明した。2018年6月、大統領は、再編された国家宇宙会議の報告の席で、宇宙軍創設に関する検討を開始するよう、国防総省に指示している。
NASA長官のジム・ブライデンスタインは、GPSとエネルギー網に対する脅威への防護のため、宇宙軍設立に賛意をしめした。空軍長官のヘザー・ウィルソンは、かつては宇宙隊構想に反対であったものの、2018年9月時点では、大統領の設立構想に対し支持を示している。元欧州連合軍最高司令官のジェームス・スタヴリディス海軍大将、宇宙飛行士・空軍大佐のバズ・オルドリン、同じく宇宙飛行士・空軍大佐のテリー・バーツ、宇宙飛行士・海兵隊大佐のジャック・ルスマ、宇宙飛行士のデヴィッド・ウルフ、宇宙飛行士のクレイトン・アンダーソン、スペースX社のイーロン・マスク等も構想に対し、賛意を示している。天体物理学者のニール・ドグラース・タイソンは、宇宙軍の任務には、宇宙デブリや小惑星の衝突に対する対応が含まれるべきとの考えを示している。これらに対し、元空軍長官のデボラ・リー・ジェームズは、2018年6月のインタビューで、宇宙軍は軍種として権能を与えるには小規模すぎるため、軍種の創設には反対であり、統合軍として宇宙軍の再設立が有益との考えを示した。
2018年8月にマイク・ペンス副大統領は、2020年までに宇宙軍を設立する構想を明らかにした。2018年8月13日、2019年国防権限法が成立し、それにはアメリカ戦略軍隷下にサブ統合軍として、大将が率いる宇宙軍（統合部隊）を再設立することが盛り込まれた。2018年12月には、この宇宙軍をフルの統合軍をすることをトランプ大統領が指示したが、これには議会による法の改定を要する。2019年2月19日に、大統領は宇宙政策指令—4 (Space Policy Directive-4) を発し、新軍種としての宇宙軍設立に向けての準備活動を指示した。この指示では、宇宙軍は空軍省管轄であるが、将来的には宇宙軍省の設置構想も含まれている。2019年3月1日、国防総省は宇宙軍関連の立法に向けての提案を議会に送っている。